# 以色列国旗
以色列國國旗的基本圖案是猶太教祈禱者的披肩（塔利特），上飾有藍色大衛之星。
大卫之星（即六芒星，又名大卫之盾、所罗门封印、犹太星），是犹太教和犹太文化的标志。以色列建国后将大卫星放在以色列国旗上，因此大卫星也成为了以色列和犹太民族的象征。
在2007年，以色列測量懸掛在馬薩達猶太古堡壘上的國旗，結果顯示該面國旗重量達5.2噸、高100多公尺，獲證實打破世界紀錄，成為当时世界上最大的國旗。

## 图册

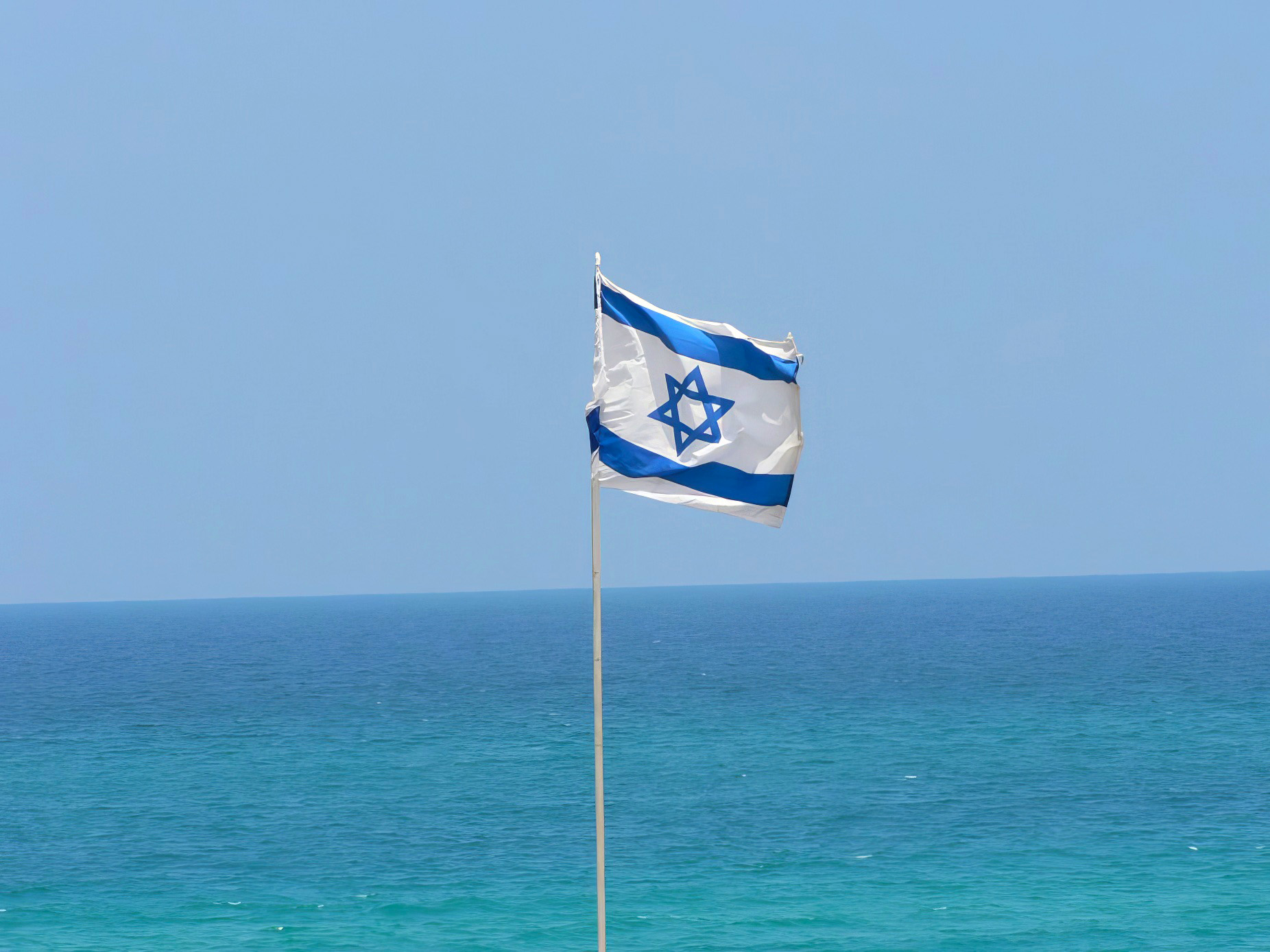
挂在海滩的以色列国旗
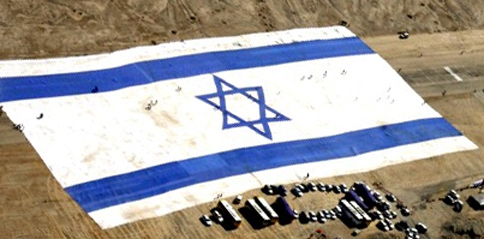
懸掛在馬薩達沙滩上的以色列國旗，重量達5.2噸、高100多公尺。
以色列国旗设计图

## 其他
- 巴勒斯坦托管地旗帜，1927至1948年
- 卡拉曼侯國的国旗，图中有所羅門封印
- 1948年以色列建国所提议使用的国旗